# Dampierre-sous-Bouhy
Dampierre-sous-Bouhy – miejscowość i gmina we Francji, w regionie Burgundia-Franche-Comté, w departamencie Nièvre.
Według danych na rok 1990 gminę zamieszkiwały 484 osoby, a gęstość zaludnienia wynosiła 18 osób/km² (wśród 2044 gmin Burgundii Dampierre-sous-Bouhy plasuje się na 470. miejscu pod względem liczby ludności, natomiast pod względem powierzchni na miejscu 236.).